# Oleksandr Konstantynopol's'kyj
Oleksandr Markovyč Konstantynopol's'kyj (in ucraino Олекса́ндр Ма́ркович Константинопольський?, in russo Александр Маркович Константинопольский?, Aleksandr Markovič Konstantinopol'skij; Žytomyr, 19 febbraio 1910 – Mosca, 21 settembre 1990) è stato uno scacchista sovietico.
Vinse cinque volte consecutive il campionato di Kiev dal 1932 al 1936. Nel 1938 si classificò pari primo nel campionato ucraino con Isaak Boleslavs'kyj, ma il titolo andò a quest'ultimo per spareggio tecnico. Nel 1940 fu 1º-3º con Boleslavs'kij e David Bronštejn, ma il titolo fu assegnato ancora a Boleslavs'kyj.
Partecipò diverse volte al campionato sovietico, ottenendo il migliore risultato nel 1937 col 2º-3º posto alla pari con Vjačeslav Ragozin, dietro a Grigorij Levenfiš.
Fu istruttore di molti giovani talenti, tra cui David Bronštejn, a cui fece anche da secondo nel match mondiale del 1951 contro Michail Botvinnik.
Era un grande esperto delle aperture, in particolare della difesa est-indiana, alla cui diffusione contribuì notevolmente, e della difesa olandese.
L'apertura  1.e4 e5 2.Cf3 Cc6 3.g3  prende il suo nome.
Vinse il 1º campionato sovietico per corrispondenza del 1948-51.
La FIDE gli riconobbe il titolo di grande maestro honoris causa nel 1983.